# Nikolaj Kondratjev

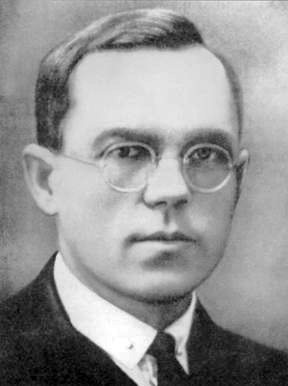
Portretfoto, datum onbekend.

Nikolaj Dmitrievitsj Kondratjev (Russisch: Николай Дмитриевич Кондратьев; Goloejevskaja, 17 maart 1892 - Moskou, 17 september 1938) was een Russische econoom. 
Kondratjev werd geboren in het dorp Goloejevskaja in de Oblast Kostroma, in een familie van Komi afkomst. Begin jaren 20 deed hij onderzoek naar de relatie van golven in de goederenprijzen en investeringsgedrag. Hij onderzocht zowel het hoogtepunt als het dieptepunt in de economie. Hij kwam tot het inzicht dat er zich al anderhalve eeuw bepaalde constante golfbewegingen voordeden. Deze cyclus werd door Kondratjev onderverdeeld in subcycli van 50 jaar die bewijzen dat het kapitalisme heropleeft uit zijn economische dieptepunten. Deze golfbeweging wordt de Kondratieff-golf genoemd en is met circa 50 jaar de langste economische golfbeweging, naast de Kitchin-, Juglar- en Kuznetsgolven alsmede seizoens- en politieksgerelateerde fluctueringen. In oktober 1920 stichtte Kondratjev het Conjunctuurinstituut in Moskou, waarvan hij directeur zou blijven tot de opheffing in 1928.
Kondratjev verdeelde deze subcycli nogmaals in vier perioden die hij aanduidde met de seizoensnamen. De lente zag hij als opbouwfase, de zomer als consolidatiefase, de herfst als plateau- of stabilisatiefase en de tot slot de winter als liquidatie of afbraakfase.
De K-cyclus is een proces, dat zich afspeelt gedurende diverse perioden over een lange termijn, de cyclus is belangrijk genoeg om aan te geven in welke periode men op het moment bevindt. Periodekenmerken zijn lente (inflatie), zomer (stagflatie), herfst (desinflatie) en winter (deflatie). Zijn ideeën kregen enige bekendheid in het Westen tot ze overschaduwd werden door John Maynard Keynes. Nadien is door onder andere Schumpeter op zijn werk voortgeborduurd, en in de jaren 70 kreeg zijn theorie, met name toen de kritiek op het Keynesianisme toenam, weer meer aanhang.
Nadat zijn publicaties en inzichten hem aanvankelijk een invloedrijke positie binnen de Russische Nieuwe Economische Politiek hadden opgeleverd, was zijn invloed rond 1928 sterk tanende. Kondratjev propageerde een pragmatische politiek die (beperkte) marktwerking toeliet. Stalin stond daarentegen een gecentraliseerde planeconomie voor. Na de dood van Lenin en met de toename van de macht van Stalin, verzwakte Kondratjevs positie. Hier kwam bij dat zijn theorie een zelfregenerend vermogen van de economie suggereerde, terwijl de door Stalin geleide mainstream de Grote Depressie en de opbloei van de Sovjet-Unie aanhaalde als teken dat het kapitalisme nou juist niet functioneerde. Bovendien had Kondratjev in 1927 een studiereis naar de Verenigde Staten gemaakt, wat hem in de ogen van Stalin zeer verdacht maakte.
In 1928 was hij al ontslagen als directeur van zijn eigen Conjunctuurinstituut. In juli 1930 werd hij beschuldigd van lidmaatschap van een waarschijnlijk niet bestaande boerenarbeiderspartij. Al in augustus van dat jaar deed Jozef Stalin een verzoek tot executie van Kondratjev aan de eerste minister Vjatsjeslav Molotov.
In eerste instantie werd hij wegens lidmaatschap van de verboden (maar door de autoriteiten gefingeerde) Boeren-Arbeiderspartij veroordeeld tot 8 jaar gevangenis. Vanaf februari 1932 diende hij die straf uit in Soezdal, een stad in de nabijheid van Moskou. Hoewel zijn gezondheid leed onder de slechte gevangeniscondities, zette hij zijn onderzoek voort en schreef hij aan zijn vrouw dat hij besloten had om aan vijf nieuwe boeken te werken. Een aantal van deze werken heeft hij kunnen afwerken. Deze werden in het Russisch gepubliceerd.
Zijn laatste brief stuurde hij op 31 augustus 1938 aan zijn dochter Jelana Kondratjeva. Kort daarna, op 17 september, viel Kondratjev ten prooi aan de Grote Zuivering: in een tweede proces werd hij veroordeeld tot 10 jaar gevangenisstraf zonder contact met de buitenwereld. Dezelfde dag werd hij echter geëxecuteerd door een vuurpeloton. Kondratjev werd 46 jaar.
Het duurde tot 16 juli 1987, bijna 50 jaar na zijn executie, vooraleer Nikolai Kondratjev door de overheid van de Sovjet-Unie alsnog postuum gerehabiliteerd werd.